# Makoto Shinkai
Makoto Shinkai (新海 誠, Shinkai Makoto, Koumi, 9 de fevereiro de 1973), nascido como Makoto Niitsu (新津 誠, Niitsu Makoto), é um animador, diretor, roteirista e artista de mangá japonês. Ele é mais conhecido por seus longas-metragem de animação como Kumo no Mukou, Yakusoku no Basho, Byosoku Go-Senchimetoru, Kimi no Na wa. e Tenki no Ko. Além disso, ele já participou da produção de diversos curtas-metragem e comerciais, e já escreveu romances e mangás.

## Filmografia

### Curtas-metragem
| Ano  | Título                   | Diretor | Roteirista | Animador |
| ---- | ------------------------ | ------- | ---------- | -------- |
| 1998 | Kakomareta Sekai         | Sim     |            | Sim      |
| 1998 | Tōi Sekai                | Sim     | Sim        | Sim      |
| 1999 | Kanojo to Kanojo no Neko | Sim     | Sim        | Sim      |
| 2002 | Hoshi no Koe             | Sim     | Sim        | Sim      |
| 2003 | Egao                     | Sim     |            |          |
| 2013 | Dareka no Manazashi      | Sim     | Sim        |          |

### Filmes
| Ano  | Título                           | Diretor | Roteirista | Produtor | Notas                                           |
| ---- | -------------------------------- | ------- | ---------- | -------- | ----------------------------------------------- |
| 2004 | Kumo no Mukou, Yakusoku no Basho | Sim     | Sim        | Sim      | Também cinematografia e edição                  |
| 2007 | Byosoku Go-Senchimetoru          | Sim     | Sim        | Sim      | Também direção de arte, cinematografia e edição |
| 2011 | Hoshi o Ou Kodomo                | Sim     | Sim        | Sim      | Também cinematografia e edição                  |
| 2013 | Kotonoha no Niwa                 | Sim     | Sim        |          | Também cinematografia e edição                  |
| 2016 | Kimi no Na wa.                   | Sim     | Sim        |          | Também cinematografia e edição                  |
| 2019 | Tenki no Ko                      | Sim     | Sim        |          |                                                 |
| 2022 | Suzume no Tojimari               | Sim     | Sim        | Não      | Editor e diretor de coloração do filme          |